# Diözese von Ostamerika und New York

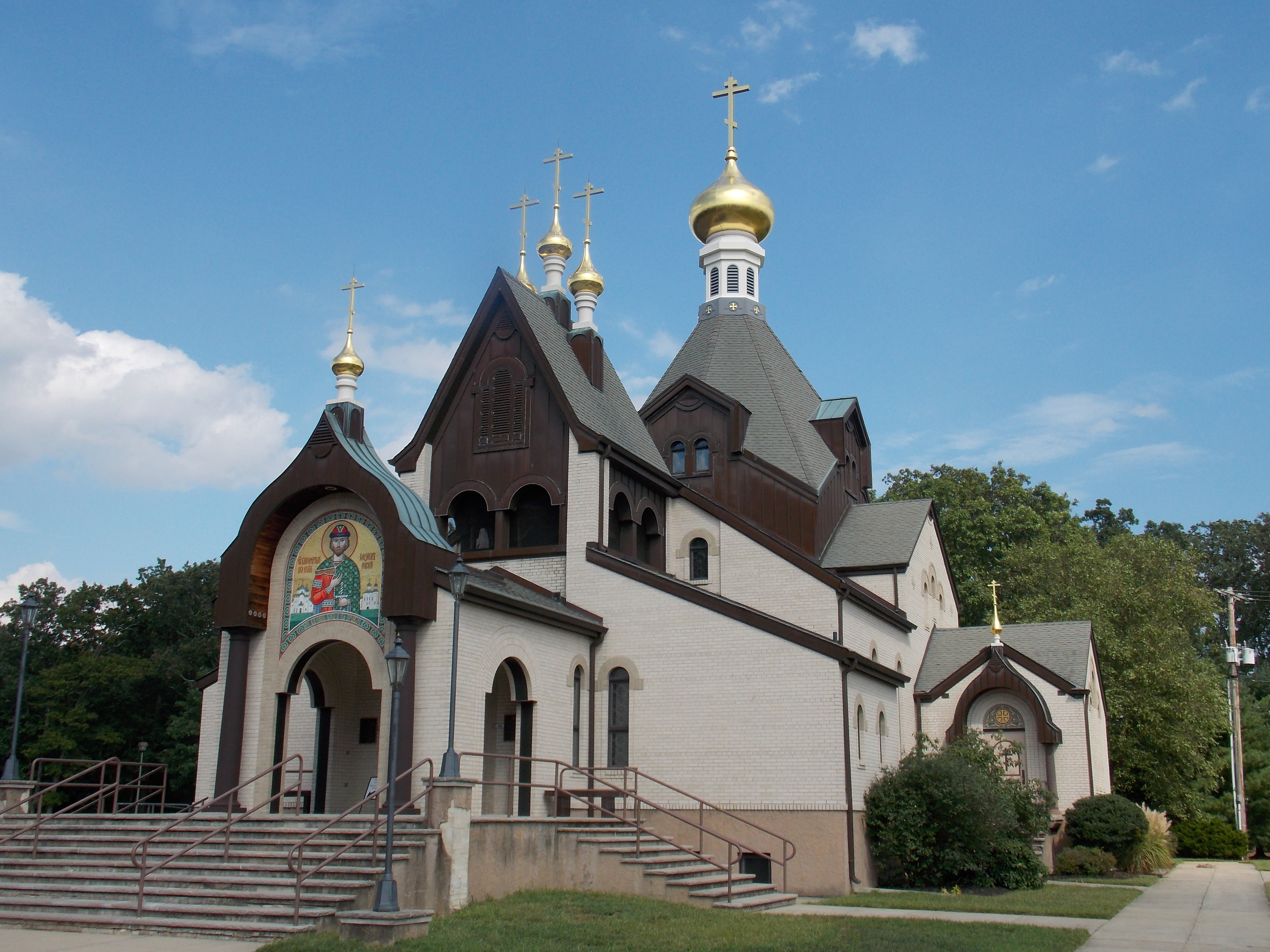
Russisch-orthodoxe Kathedrale St. Alexander Newski in Howell Township, New Jersey

Die Diözese von Ostamerika und New York (englisch Diocese of Eastern America and New York, russisch Восточно-Американская и Нью-Йоркская епархия, Wostotschno-Amerikanskaja i Nju-Jorkskaja jeparchija) ist eine Diözese der Russischen Orthodoxen Kirche im Ausland (ROKA). Der Bischofssitz ist verbunden mit dem Rang des First Hierarch.

## Geschichte
Die Russische Kirche führt die Gründung der Diözese zurück auf die Ankunft von Bischof Vitaly Maximenko in den Vereinigten Staaten 1934.
Die Diözese wurde 1946 in ihrer heutigen Form eingerichtet. Im November des Jahres verabschiedeten auf dem Cleveland Sobor Kleriker und Laienvertreter der Nordamerikanischen Metropolie eine Resolution, wonach die Kontakte mit dem Moskauer Patriarchat und der Synode der ROKA unterbrochen wurden. Die Gemeinden wehrten sich jedoch gegen diesen Schnitt. Nach dem Bruch der Kommunion mit dem Metropoliten Theophilus Pashkovsky (Erzbischof von San Francisco, Metropolit von All America and Canada), gewann die ROKA eine neue Struktur in Amerika und vereinigte etwa 40 Gemeinden aus dem Metropolitan District. Die Verwaltung dieser Gemeinden wurde Erzbischof Vitaly Maksimenko übertragen, dem der Titel „Archbishop of Eastern America and Jersey City“ verliehen wurde.

## Bischöfe

### Regierende Bischöfe
- Anastasius Gribanowski, First Hierarch der ROKA (1959 – 1964)
- Filaret Wosnessenski, First Hierarch der ROKA (31. Mai 1964 – 21. November 1985)
- Vitaly Ustinov, First Hierarch der ROKA (22. Januar 1986 – 10. August 2001)
- Laurus Schkurla, First Hierarch der ROKA (27. Oktober 2001 – 16. März 2008)
- Hilarion Kapral, First Hierarch der ROKA (18. Mai 2008 – 16. Mai 2022)
- Nicholas Olhovsky, First Hierarch der ROKA (14. September  2022 – heute)

### Vikar-Bischöfe
Bischöfe von Manhattan
- James Toombs (12. Juli 1951 – 21. Oktober 1955)
- Laurus Schkurla  (13. August 1967 – 18. Juni 1976)
- Gregory Grabbe (1979–1981)
- Hilarion Kapral (10. Dezember 1984 – Dezember 1995)
- Gabriel (Chemodakov) (5. Oktober 1996 – 14. Mai 2008)
- Jerome (Shaw) (10. Dezember 2008 – 10. Juli 2013)
- Nicholas (Olhovsky) (since June 29, 2014)

Bischöfe von Mayfield
- George (Schaefer) (7. Dezember 2008 – 7. Oktober 2014)

Bischöfe von Erie
- Daniel Alexandrow (14. August 1988 – 26. April 2010)

Bischöfe von Boston
- Mitrophan (Znosko-Borovsky) (24. November 1992 – 15. Februar 2002)
- Michael (Donskoff) (Mai 2002 – Mai 2006)

Erzbischöfe von Syracuse und Holy Trinity
- Abercius (Taushev) (25. Mai 1953 – 13. April 1976)
- Laurus Schkurla (18. Juli 1976 – 25. Oktober 2001)

Bischöfe von Washington
- Gregory Grabbe (1981–1985)
- Hilarion Kapral (1995–1996)

Erzbischöfe von Rockland
- Andrew (Rymarenko) (2. März 1968 – 12. Juli 1978)

Bischöfe von Florida
- Nikon (Rklitski) (27. Juni 1948 – 1960?)